# 김종민 (1981년)
김종민(1981년 6월 30일 ~)은 SK 와이번스에서 뛰었던 대한민국의 전 야구 선수다.

## 출신 학교
- 성남고등학교 (서울)
- 탐라대학교

## 등번호
- 17 (2004-2005)
- 42 (2006)